# Jättetråding
Jättetråding (Inocybe fibrosa) är en svampart som först beskrevs av James Sowerby, och fick sitt nu gällande namn av Claude-Casimir Gillet 1876. Enligt Catalogue of Life ingår Jättetråding i släktet Inocybe,  och familjen Inocybaceae, men enligt Dyntaxa är tillhörigheten istället släktet Inocybe,  och familjen Crepidotaceae. Arten är reproducerande i Sverige. Inga underarter finns listade i Catalogue of Life.